# Fontaine du Roy (Ville-d'Avray)
La Fontaine du Roy est un édicule construit en 1684 à Ville-d'Avray qui a permis le captage d'une source aujourd'hui tarie. Elle tient son nom du fait que son eau était destinée à alimenter la table du roi à Versailles et à Compiègne de 1678 à 1793.
Le monument est classé en 1942 au titre des Monuments historiques.

## Localisation
La fontaine est située rue de Saint-Cloud (D.985), à une centaine de mètres au sud-ouest de la mairie de Ville-D'Avray. L'édicule est fermé au public. Une plaque émaillée apposée en 1997 sur le mur explique son histoire. Un collège, construit en 1975 non loin de là a repris le nom de Fontaine du Roy.

## Histoire
Vers 1630, une source qui s'écoule en bas de la colline de la Brosse est captée, la qualité de son eau est qualifiée d'exceptionnelle. Elle est canalisée en 1635 pour franchir la route de Saint-Cloud à Versailles. Durant le XVIIIe siècle, son débit était suffisant pour s'écouler ensuite en un ruisseau, appelé la Rivière anglaise jusqu'à Sèvres en alimentant au passage l'Hôtel de Courchamp, le lavoir de la Forge et la fontaine Saint-Germain. Puis elle se jetait dans le ru de Marivel avant de rejoindre la Seine.
En 1678, à la suite d'une faillite du propriétaire, les terrains supportant la source reviennent au roi. En 1684 est construit le petit bâtiment tel qu'on le voit aujourd'hui. De part et d'autre de l'édicule à fronton triangulaire et œil-de-bœuf, deux accès sont ménagés, à gauche on accède à un réservoir qui collectait l'eau pour le roi, et à droite un filet d'eau était à la disposition du public.
En 1969, après l'acquisition la commune du château et du parc de la rue de Saint-Cloud, un collège est construit et les terrassements modifient l'écoulement des eaux de la nappe phréatique qui provoque le tarissement de la fontaine. L'écoulement naturel se poursuit cependant par la Rivière anglaise comme ultérieurement mais son cours, autrefois à l'air libre, est désormais souterrain et rejoint les égouts de Sèvres.

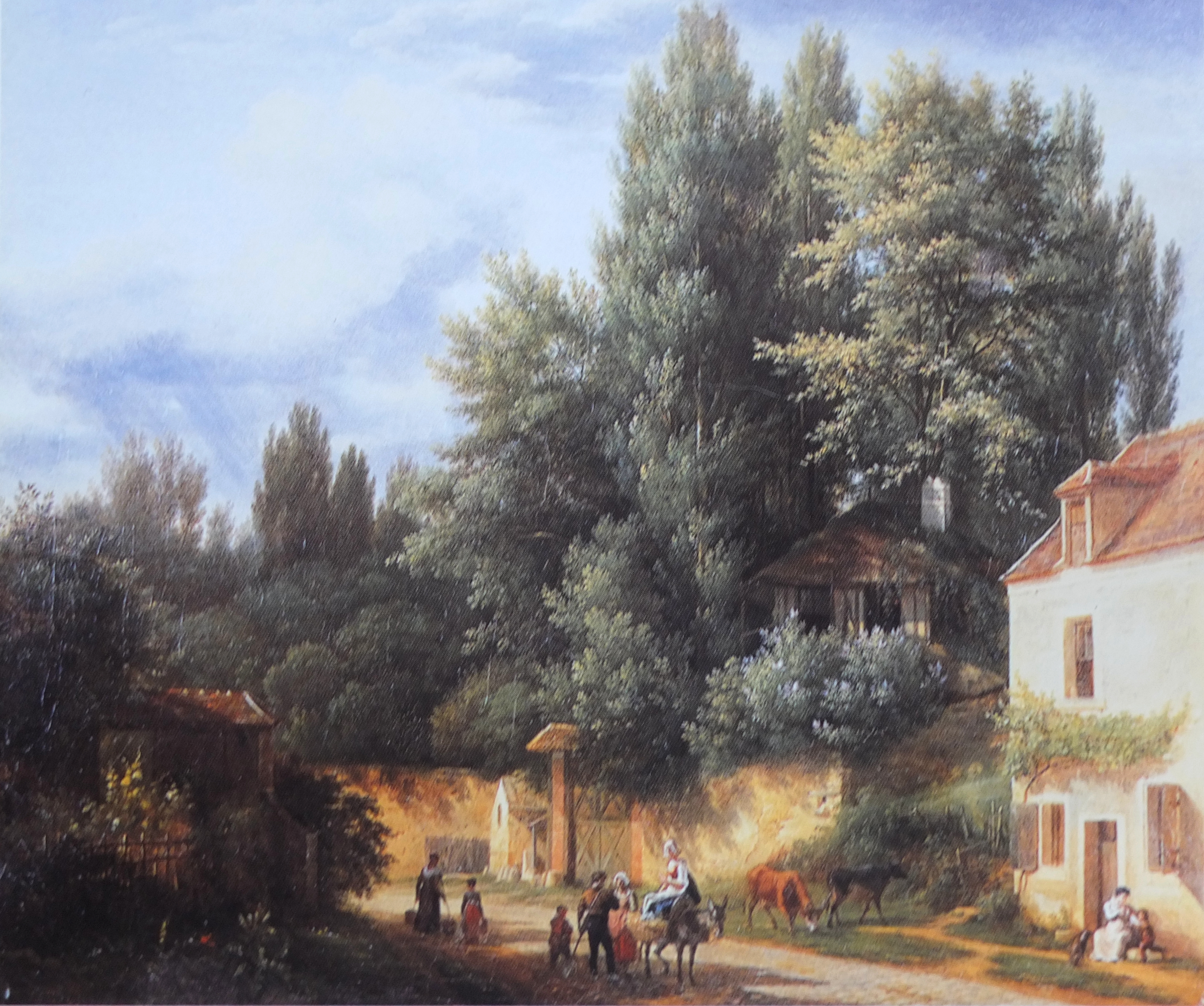
Tableau de Jean-Baptiste-Gabriel Langlacé montrant la fontaine au début du XIXe siècle.
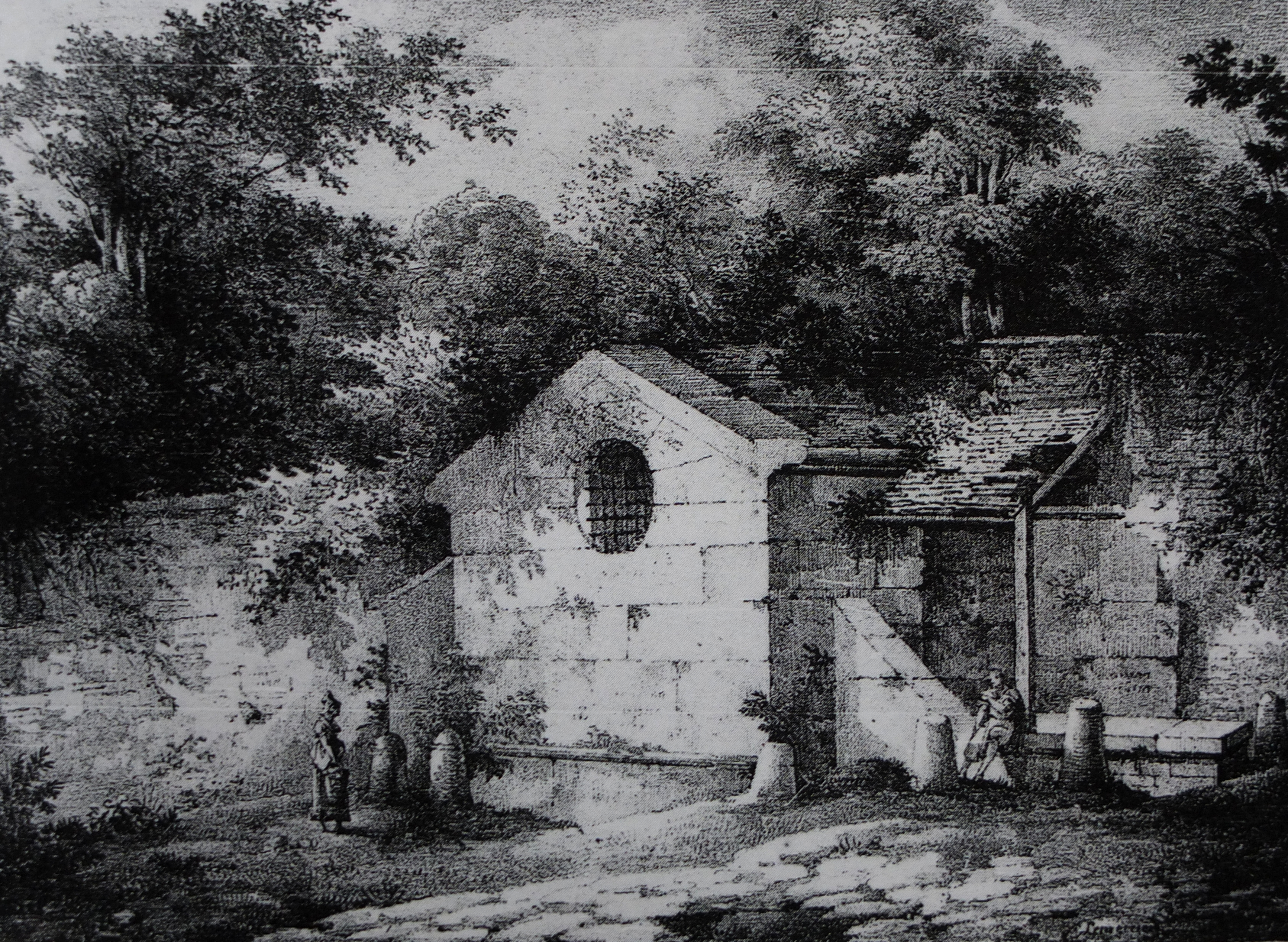
gravure du XIXe siècle.
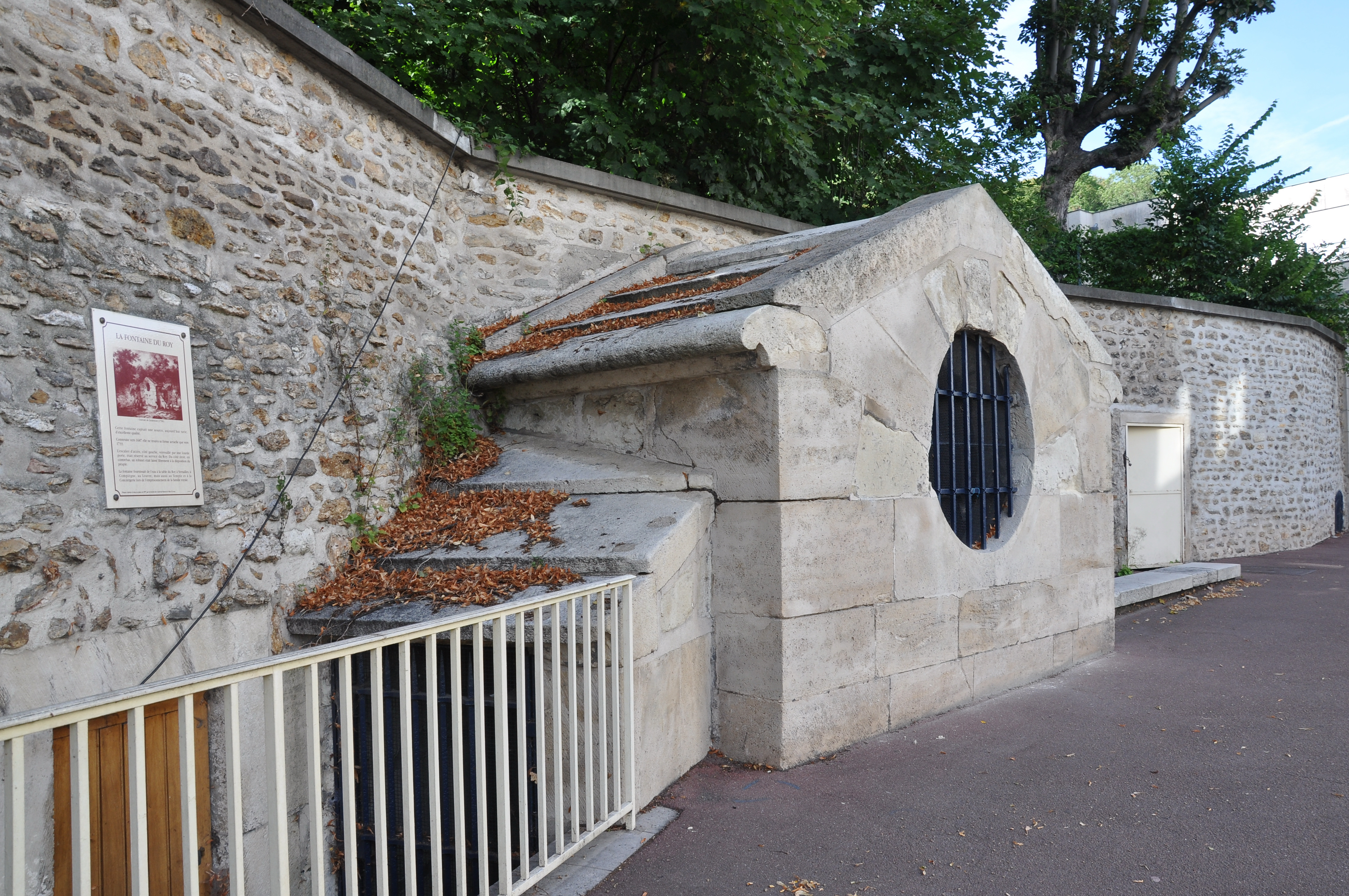
La fontaine aujourd'hui.